# Channel wa sono mama!
Channel wa sono mama! (チャンネルはそのまま!?  , literalmente «¡déjalo en (ese) canal!» o «¡no cambies el canal!») es un manga japonés de Noriko Sasaki serializado en la revista seinen Big Comic Spirits, publicado por Shogakukan entre 2008 y 2013. En 2019 sería llevado a la televisión por HTB y distribuido a nivel mundial por Netflix, con el título en español Sigan sintonizados.
La protagonista es Hanako Yukimaru, una periodista novata y torpe que trabaja en Hokkaido Hoshi («Estrella») Televisión (HHTV), una estación local de Sapporo.

## Serie de televisión
Una adaptación en formato de dramatizado japonés protagonizada por Kyoko Yoshine fue producida por Production I.G. y HTB, afiliada de la cadena TV Asahi, transmitida del 18 al 22 de marzo de 2019. La serie conmemora el 50.º aniversario de HTB.
La serie está disponible mundialmente en Netflix, con el título en español Sigan sintonizados (en inglés, Stay Tuned!), desde el 21 de marzo de 2019, a excepción de Japón, donde fue estrenada en la plataforma el 11 de marzo de 2019.
Después de su transmisión original en Hokkaido, la serie ha sido distribuida en otras estaciones locales de todo Japón.

### Elenco
- Kyoko Yoshine: Hanako Yukimaru, periodista de HHTV
- Hiroki Iijima: Hajime Yamane, periodista de HHTV
- Kanako Miyashita: Maki Hanae, periodista y presentadora de noticias de HHTV
- Takuro Osada: Hayato Kitagami, empleado de programación de HHTV
- Taisei Shima: Tetsutarō Hattori, empleado de ventas en HHTV
- Hikaru Takihara: Seiichi Tachibana, empleado en el control maestro de HHTV
- Yō Ōizumi (TEAM-NACS): Masayoshi Kanbara, director de Sprout Mind, una organización sin ánimo de lucro
- Takayuki Suzui: Takayasu Suzuki, presidente de HHTV
- Ayumu Saito: Mamoru Shōgasaki, ejecutivo jefe de HHTV
- Atsuo Ouchi: Heizō Hasegawa, director de noticias de HHTV
- Hayato Myo: Keiji Osada, jefe de noticias policiales de HHTV
- Tadahisa Fujimura: Toraya Ogura, director de información de HHTV
- Kimiko Jitsukawa: Reiko Kurenai, presentadora de HHTV
- Hitoshi Fujio: Yousuke Furuya, meteorólogo de HHTV
- Ken Yasuda (TEAM-NACS): Katori, director de información de Higuma TV (estación rival de HHTV)
- Toshie Negishi: Tane, abuela de Hanako
- Hiroyuki Morisaki (TEAM-NACS): Mamoru Yukimaru, padre de Hanako
- Tatsuko Kojima, Sanae, madre de Hanako
- Takuma Oto'o (TEAM-NACS): Gotō
- Shigeyuki Totsugi (TEAM-NACS): Detective

Fuente: